# Sportjahr 1869
Liste der Sportjahre

◄◄ | ◄ | 1865 | 1866 | 1867 | 1868 | Sportjahr 1869 | 1870 | 1871 | 1872 | 1873 | ► | ►►

Weitere Ereignisse

## Ereignisse

### Alpinismus
- 10. Juli: G.E. Forster mit Jakob Anderegg und Hans Baumann besteigen als erste Menschen das Gspaltenhorn in den Berner Alpen.
- 13. August: Paul Grohmann besteigt als erster Mensch den Langkofel, den Hauptgipfel der Langkofelgruppe in den Grödner Dolomiten.
- 21. August: Paul Grohmann gelingt mit zwei einheimischen Bergführern die Erstbesteigung der Großen Zinne in den Sextner Dolomiten.
- 30. August: Zwei lokalen Bergführern und dem britischen Nationalökonomen Alfred Marshall gelingt die Erstbesteigung der Karlesspitze in den Ötztaler Alpen.
- Alois Ennemoser besteigt im Alleingang als erster Mensch die Watzespitze, den höchsten Berg des Kaunergrats in den Ötztaler Alpen.

### Veranstaltungen
- 17. März: Oxford besiegt Cambridge im Boat Race in 20′04″.
- 11. Juli: Auf der Galopprennbahn Hamburg-Horn findet erstmals das Deutsche Derby statt. Es siegt William Little auf Investment aus dem Stall von Ulrich von Oertzen.
- 6. November: Rutgers University und Princeton University bestreiten in Brunswick, New Jersey, nach noch fußballähnlichen Regeln das allererste American-Football-Spiel, das 6:4 endet.

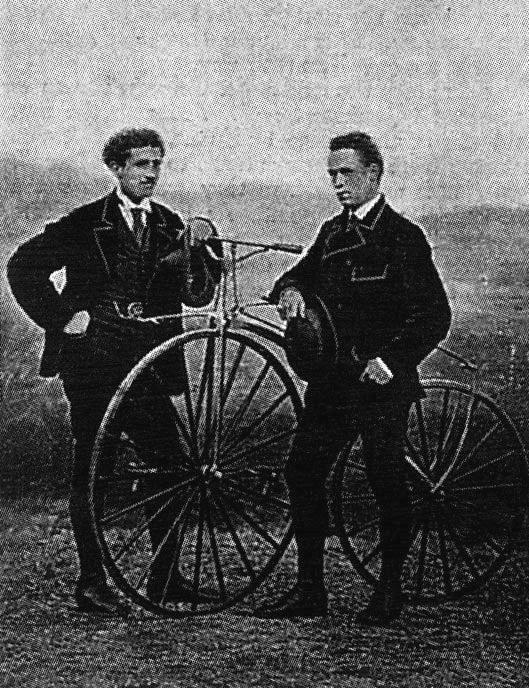
James Moore (rechts) und der zweitplatzierte Jean-Eugène-André Castera

- 7. November: Auf der Strecke Paris-Rouen findet das erste internationale Straßenradrennen der Welt statt. James Moore gewinnt das Rennen über 123 km in einer Zeit von 10:45 Stunden.

- Young Tom Morris gewinnt zum zweiten Mal The Open Championship im Golf. Der zweite Platz geht an seinen Vater Old Tom Morris.

### Vereinsgründungen
- 5. Januar: Der schottische Fußballverein FC Kilmarnock wird als Cricketclub gegründet.
- 17. April: Mit dem Eimsbütteler Velocipeden-Club entsteht der erste deutsche Radsportclub in Altona/Elbe. Am 10. September veranstaltet der Club im Rahmen einer Industrieausstellung ein erstes Rennen mit Teilnehmern aus Frankreich, Dänemark und England.
- 1. Juni: Nachdem im Vorjahr von der National Association of Baseball Players erstmals Profiteams zugelassen worden sind, wird mit den Cincinnati Red Stockings das erste komplett aus Profis bestehende Baseball-Team gegründet. Im gleichen Jahr gelingt der Mannschaft die einzige „Perfect Season“ in der Geschichte des Baseball mit 65:0 Siegen.
- 12. Juni: Der erste Wasserfahrverein der Schweiz, der Limmat Club Zürich, wird gegründet.
- 15. Juli: Die Frankfurter Rudergesellschaft Germania 1869 wird gegründet.

### Sonstiges
- 9. Mai: In München rufen 36 Männer um Franz Senn und Johann Stüdl den Bildungsbürgerlichen Bergsteigerverein ins Leben, aus dem später der Deutsche Alpenverein hervorgeht.
- Geschichte des Fahrrads: Der Wagenbauer Pierre Michaux gründet in Paris eine Zweiradfabrik.

## Geboren

### Erstes Halbjahr
- 10. Januar: Carlo Montù, italienischer Offizier, Flieger, Politiker, Ingenieur, Fußballspieler und Sportfunktionär († 1949)
- 29. Januar: John Braid, britischer Cricketspieler († 1960)
- 29. Januar: Wilhelm Carstens, deutscher Ruderer († 1941)
- 31. Januar: Michael Herty, deutscher Bahnradsportler († unbekannt)

- 02. Februar: Mathias Glomnes, norwegischer Sportschütze († 1956)
- 05. Februar: Sebastião Wolf, brasilianischer Sportschütze († 1936)
- 20. Februar: George Caridia, britischer Tennisspieler († 1937)
- 20. Februar: Heinrich Hoffmann, deutscher Sportschütze († 1932)

- 06. März: Robert Crawshaw, britischer Schwimmer und Wasserballspieler († 1952)
- 07. März: Henri Béconnais, französischer Automobilrennfahrer († 1904)
- 07. März: Bertha Townsend, US-amerikanische Tennisspielerin († 1909)
- 09. März: William Grebe, US-amerikanischer Fechter († 1960)
- 10. März: Émile Thèves, belgischer Sportschütze († unbekannt)
- 25. März: Alfred Thielemann, norwegischer Sportschütze († 1954)

- 08. April: Hermann Martin, französischer Sportschütze († 1917)
- 13. April: Hans Thum, deutscher Unternehmer und Automobilrennfahrer († 1904)

- 02. Mai: Charles Voigt, US-amerikanischer Tennisspieler und -funktionär († 1929)
- 11. Mai: Archibald Warden, schottischer Tennisspieler († 1943)
- 12. Mai: Carl Schuhmann, deutscher Turner, Ringer, Gewichtheber und Leichtathlet, Olympiasieger († 1949)
- 15. Mai: Paul Probst, Schweizer Sportschütze († 1945)
- 20. Mai: Joshua Pim, englischer Tennisspieler († 1942)
- 25. Mai: Vilém Goppold von Lobsdorf, böhmisch-tschechoslowakischer Fechter († 1943)
- 27. Mai: Henry Terry, britischer Cricketspieler († 1952)

- 07. Juni: Ole Olsen, dänischer Sportschütze († 1944)
- 14. Juni: Edgar Chadwick, englischer Fußballspieler und -trainer († 1942)
- 19. Juni: John Silén, finnischer Segler († 1949)

### Zweites Halbjahr
- 07. Juli: Alois Anderle, österreichischer Schwimmer und Wasserballspieler († 1929)
- 16. Juli: Clement Cazalet, britischer Tennisspieler († 1950)
- 17. Juli: Harry Wahl, finnischer Segler († 1940)
- 18. Juli: William Grosvenor, britischer Sportschütze († 1948)

- 15. August: Émile Cornellie, belgischer Segler († 1945)
- 16. August: Paul Cocuet, französischer Ruderer († unbekannt)
- 18. August: Charles Palmer, britischer Sportschütze († 1947)
- 23. August: Erik Boström, schwedischer Sportschütze († 1932)
- 24. August: Ernst Rosenqvist, finnischer Sportschütze († 1932)
- 25. August: Tom Kiely, irischer Leichtathlet († 1951)

- 14. September: John Postans, britischer Sportschütze († 1958)
- 21. September: Alwin Vater, deutscher Bahnradsportler und Eisschnellläufer († 1918)

- 02. Oktober: Man Afraid Soap, kanadischer Lacrossespieler († 1937)
- 03. Oktober: Alfred Flatow, deutscher Turner und Olympiasieger († 1942)
- 06. Oktober: Cornelis Hin, niederländischer Segler und Fußballfunktionär († 1944)
- 20. Oktober: Robin Welsh, britischer Rugby-Union- und Curlingspieler († 1934)
- 23. Oktober: Béla Zulawszky, ungarischer Fechter († 1914)
- 000Oktober: David Bratton, US-amerikanischer Schwimmer und Wasserballspieler († 1904)

- 09. November: Edward Gleason, US-amerikanischer Sportschütze († 1944)

- 02. Dezember: Willy Pöge, deutscher Unternehmer, Pferde-, Rad- und Motorsportler († 1914)
- 06. Dezember: Mathieu Cordang, niederländischer Radrennfahrer († 1942)
- 31. Dezember: Carl Björkman, schwedischer Sportschütze († 1960)

### Genaues Geburtsdatum unbekannt
- Nikolaos Trikoupis, griechischer Sportschütze († 1956)